# Anna Dowgiert
Anna Dowgiert (ur. 15 lipca 1990 w Białymstoku) – polska pływaczka. Specjalizuje się głównie w stylu motylkowym oraz w stylu dowolnym (na krótkich dystansach). Uczestniczka igrzysk olimpijskich w Londynie (2012) i Rio de Janeiro (2016). Jest żołnierzem Wojska Polskiego.

## Osiągnięcia
Brązowa medalistka mistrzostw Europy na krótkim basenie ze Szczecina w sztafecie 4 x 50 m stylem zmiennym.
Uczestniczka mistrzostwa Europy z Debreczyna na 50 m stylem motylkowym (4. miejsce) oraz na 50 m stylem dowolnym (8. miejsce w półfinale i 3. miejsce w repasażu).
Na igrzyskach w Londynie zajęła 30. miejsce (50 m stylem dowolnym); w Rio (w tej samej konkurencji) była 37.
Na igrzyskach wojskowych w Mungyeongu w 2015 zdobyła złoty medal na 50 m oraz srebrny na 100 m płynąc stylem motylkowym; w Wuhanie w 2019 zdobyła brązowy medal płynąc w sztafecie mieszanej 4 × 100 m st. dowolnym.
Wielokrotna medalistka Mistrzostw Polski.